# Wladimir Petrowitsch Wettschinkin
Wladimir Petrowitsch Wettschinkin (russisch Владимир Петрович Ветчинкин, wiss. Transliteration Vladimir Petrovič Vetčinkin; * 17.jul. / 29. Juni 1888greg. in Kutno; † 6. März 1950 in Moskau) war ein sowjetischer Aerodynamiker.

## Leben
Als Student war er ein Schüler Schukowskis. Beide zusammen erarbeiteten 1913 an der Technischen Hochschule Moskau die Theorie der Luftschraube. 1915 schloss Wettschinkin sein Studium ab und wurde an der TH Hochschullehrer. 1918 war er einer der Mitbegründer des ZAGI. 1927 wurde er zum Doktor der technischen Wissenschaften ernannt und erhielt 1943 den Staatspreis. Als Professor lehrte er sowohl an seiner alten Hochschule als auch am Ordschonikidse-Institut und der Schukowski-Akademie.
Wettschinkin tat sich besonders als angewandter Mathematiker hervor. Er berechnete und löste Probleme der Festigkeit von Flugzeugstrukturen, insbesondere von Luftschraube und Zelle. Aufgrund seiner Arbeiten konnten die Grenzen der Lastvielfachen von Luftfahrzeugen im Vorfeld berechnet werden und so unmittelbar in die Konstruktion einfließen.
Seine wesentlichen Veröffentlichungen waren 1927 Dynamik des Fluges und 1933 Dynamik des Flugzeuges. Darüber hinaus veröffentlichte er aber auch in weiteren Bereichen, etwa Navigation, Ballistik und über Düsenflugzeuge. Von 1956 bis 1959 erschienen seine gesammelten Arbeiten in einem Moskauer Verlag in zwei Bänden in russischer Sprache.
Wettschinkin war Mitglied der Akademie der Wissenschaften der UdSSR. Nach ihm ist ein Mondkrater benannt.